# 長門大井站
長門大井站（日语：／ Nagato-Ōi eki */?）是位於山口縣萩市大井字呑石，西日本旅客鐵道（JR西日本）的山陰本線車站。

## 歷史
- 1929年（昭和4年）4月24日 - 國有鐵道美禰線東萩站至奈古站之間開業，此站啟用。為客運和貨運車站。
  - 當時車站地址為山口縣阿武郡大井村（日语：大井村 (山口県)）呑石。
- 1933年（昭和8年）2月24日 - 包含此站在內，部分美禰線編入至山陰本線，成為山陰本線車站。
- 1955年（昭和30年）3月1日 - 大井村編入至萩市（第一次），車站地址為山口縣萩市大井字呑石。
- 1963年（昭和38年）2月1日 - 終止貨物起卸業務。
- 1987年（昭和62年）4月1日 - 伴隨國鐵分割民營化，車站由西日本旅客鐵道（JR西日本）營運。
- 2005年（平成17年）3月6日 - 隨著萩市（第二次）成立，車站地址為現時位置。
- 2013年（平成25年）7月28日 - 發生暴雨（日语：平成25年7月28日の島根県と山口県の大雨），包含此站在內，益田站至長門市站之間暫停服務。（包含此站在內，奈古站至長門市站之間在同年8月4日重開。）

## 車站構造
車站是一座地面車站，設有2面2線的相對式月台，可進行列車交會。車站大樓位於下行月台側，月台之間設有跨線橋連接。車站內設有雨量計。
車站由長門鐵道部管理的無人車站。

### 月台
| 月台         | 路線      | 上下行 | 方向             |
| ------------ | --------- | ------ | ---------------- |
| 車站大樓一方 | ■山陰本線 | 下行   | 東萩、長門市方向 |
| 車站大樓對面 | ■山陰本線 | 上行   | 益田、濱田方向   |

※在旅客資訊上沒有設定月台編號

## 使用狀況
以下為近年1日平均乘車人次列表：
| 乘車人次變化 | 乘車人次變化    |
| 年度         | 1日平均乘車人次 |
| ------------ | --------------- |
| 1999         | 88              |
| 2000         | 90              |
| 2001         | 85              |
| 2002         | 83              |
| 2003         | 79              |
| 2004         | 77              |
| 2005         | 70              |
| 2006         | 63              |
| 2007         | 53              |
| 2008         | 43              |
| 2009         | 38              |
| 2010         | 33              |
| 2011         | 28              |
| 2012         | 28              |
| 2013         | 27              |
| 2014         | 23              |
| 2015         | 21              |
| 2016         | 21              |
| 2017         | 20              |
| 2018         | 22              |

## 車站周邊
- 大井浦港
- 萩市政廳 大井出張所
- 大井郵局
- 萩市立大井中學
- 萩市立大井小學
- 圓光寺穴觀音古墳（日语：円光寺古墳）

## 相鄰車站
西日本旅客鐵道
■山陰本線
奈古－長門大井－越濱

## 注腳
1. ↑  山口縣統計年鑑

## 外部連結
- 長門大井｜車站資訊：JR出門網 - 西日本旅客鐵道